# Calderuela
Calderuela es una localidad española de la provincia de Soria, en la comunidad autónoma de Castilla y León. Forma parte del municipio de Arancón.

## Geografía
Esta pequeña población pertenece a la comarca de Frentes, o de Soria. Está ubicada en el centro de la provincia de Soria, al este de la capital y al sur de la sierra del Almuerzo.  Pertenece al partido judicial de Soria.
Tiene una superficie de 36.42 km².[cita requerida]

### Comunicaciones
En la  carretera local SO-P-1208 de Renieblas a Aldealpozo en la N-122, también acceso a Nieva de Calderuela por la carretera local SO-P-1250.

## Historia
A la caída del Antiguo Régimen la localidad se constituye en municipio constitucional, conocido entonces como Calderuela y Nieva en la región de Castilla la Vieja, partido de Soria  que en el censo de 1842 contaba con  34 hogares y 134 vecinos.
A mediados del siglo XIX crece el término del municipio porque incorpora a Omeñaca.
A finales del siglo XX este municipio desaparece porque se integra en el municipio Arancón.

## Demografía
| Gráfica de evolución demográfica de Calderuela entre 1842 y 1970 |
| |
| Población de derecho según los censos de población del INE Población de hecho según los censos de población del INEEn este censo se denominaba Calderuela y Nieva: 1842 Entre el censo de 1857 y el anterior, crece el término del municipio porque incorpora a 425077 (Omeñaca) Entre el censo de 1981 y el anterior, este municipio desaparece porque se integra en el municipio 42024 (Arancón) |

Calderuela contaba a 1 de enero de 2010 con una población de 16 habitantes, 8 hombres y 8 mujeres.
| Gráfica de evolución demográfica de Calderuela entre 2000 y 2010                                 |
|                                                                                                  |
| Población de derecho (2000-2010) según los censos de población del INE a 1 de enero de cada año. |

## Patrimonio
- Iglesia parroquial católica de la Asunción de Nuestra Señora.
- Ermita de Santa María Magdalena.

## Fiestas
- Día 12 de octubre, fiesta de la Virgen del Pilar.